# Fifteen Minutes of Shame
"Fifteen Minutes of Shame" (em português, "Quinze Minutos de Vergonha") é um episódio da segunda temporada da série animada da Fox Uma Família da Pesada. É o décimo nono episódio a ser exibido de todo o seriado. O título é uma paródia da popular paráfrase de citações famosas de Andy Warhol, em que ele afirma que todos possuem seus 15 minutos de fama.

## Enredo
Peter interpreta um mágico molusco em uma reencenação histórica de uma fundação de Quahog. A celebração é liderada pelo prefeito Adam West, que faz sua primeira aparição na série. Meg fica envergonhada quando um vagalhão rouba a fantasia de seu pai, lavando-o com terra e deixando-o nu; a garota fica ainda mais envergonhada quando ele sai do carro em um posto de abastecimento ainda nu, e sem ter vergonha do modo como se encontra. Enquanto está pelado, Peter vê Kevin Swanson trabalhando e leva-o até o carro, apontando para filha, o que a deixa enfurecida. Meg decide fazer uma festa do pijama com suas amigas; Lois escuta-as quando elas estão jogando e decide entrar no jogo. A filha fica envergonhada, e percebe que Chris está escondido atrás do sofá, esperando que as garotas façam uma guerra de travesseiros nuas ou qualquer atividade erótica. A picada final ocorre quando Peter a envergonha novamente durante a festa, ao quebrar as escadas e ficar preso por sua cintura e estômago, fazendo com que uma atitude seja tomada. A menina consegue um convite para a família no talk show The Diane Simmons, onde pode discutir sobre a disfunção dos parentes. No entanto, logo após o fim da vergonha, eles ganham um reality show próprio, A Vida Real dos Griffins. Meg deixa a família e o programa.
Sua substituta é uma adolescente sex symbol, que toma toda a atenção da série. Eventualmente, toda a família é substituída. O elenco é composto por Tom Arnold como Peter, Fran Drescher como Lois, "o cara gordo de Boogie Nights - Prazer Sem Limites" (Philip Seymour Hoffman) como Chris e Mary-Kate e Ashley Olsen como Stewie e Brian. Por causa disso, os verdadeiros Griffins são forçados a viver em um motel até que o contrato do reality show expire.
Peter dá um sorvete para Meg, já que ela volta para a família, e termina o episódio escrevendo uma nota no diário em seu laptop, assim como Doogie Howser. Stewie muda a última frase de Meg, de "Eu não poderia estar mais feliz" para "Eu quero matar TODOS ELES".

## Recepção

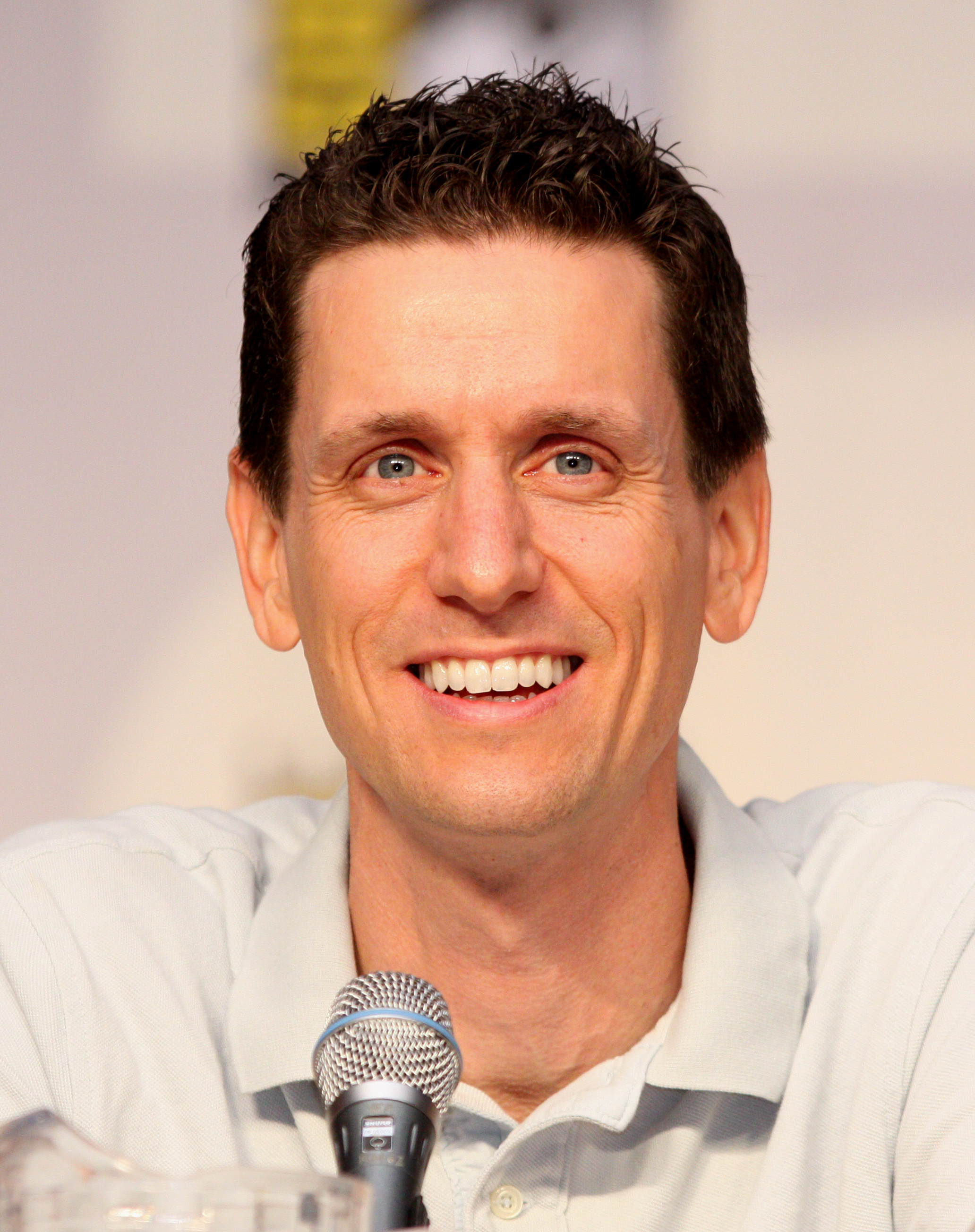
Steve Callaghan escreveu um episódio.

Em sua avaliação de 2009, Ahsan Haque da IGN classificou o episódio em 9.9/10, chamando-o de um "clássico instantâneo" e "um dos episódios mais divertidos e mais criativos construtivamente de Uma Família da Pesada".